# Artigisa acrospila
Artigisa acrospila là một loài bướm đêm trong họ Erebidae.